# Marc Spackman
Marc Nicholas Spackman (Lincoln, 7 de febrero de 1979) es un deportista británico que compitió en natación.
Ganó una medalla de plata en el Campeonato Mundial de Natación en Piscina Corta de 2000, en la prueba de 4 × 200 m libre. Participó en los Juegos Olímpicos de Sídney 2000, ocupando el quinto lugar en la misma prueba.

## Palmarés internacional
| Campeonato Mundial en Piscina Corta | Campeonato Mundial en Piscina Corta | Campeonato Mundial en Piscina Corta | Campeonato Mundial en Piscina Corta |
| Año                                 | Lugar                               | Medalla                             | Prueba                              |
| ----------------------------------- | ----------------------------------- | ----------------------------------- | ----------------------------------- |
| 2000                                | Atenas (Grecia)                     | Medalla de plata                    | 4 × 200 m libre                     |